# 杨天石
杨天石（1936年2月15日—），笔名苏人、江东阳、吴之民、梁之彦等，江苏东台人，成長於無錫。中华人民共和国近现代史史学者，常被称为“中国大陆研究蒋介石第一人”。
汪榮祖批評楊天石，盡信蔣介石日記，明顯與史實不符。楊天石的同鄉朱維錚教授亦發出同樣的批評。

## 生平
1955年，杨天石怀揣着作家梦，从江苏无锡考入北京大学中文系。中学时，杨天石阅读了许多苏联作家的作品，最喜欢康斯坦丁·西蒙诺夫和亚历山大·亚历山大罗维奇·法捷耶夫。大学入學时，他選擇了汉语言专业。
1957年，大学選擇細分研究方向：语言专门化和文学专门化。杨天石選擇了文学专门化。在大学里，他把作品《我走了，故乡》和《让我再看一次你露水般的眼睛》交给诗社的刊物发表，但是北大团委在审稿的时候，认为这两首诗感情不健康，將這兩篇詩作攔下不予發表。此后，受到打擊的杨天石就极少写诗，直到1988年被聘为中央文史研究馆馆员，才恢复写诗。
1958年，大陆當局搞学术批判，“拔白旗、插红旗”。白旗一般是針對教授，意味代表资产阶级，而杨天石被劃為学生中的白旗。在这年暑假，杨天石被分到了隋唐五代文学组，并且开始撰写中国文学史。写完文学史初稿，文学组的领导觉得杨天石爱捣乱，就把他支到丰台桥梁厂编厂史。作家阿英看到文学史的初稿，提了一个意见，说清末民初有一个叫南社的文学团体要写进去。当时近代文学组已没有人力了，所以杨天石就被临时借调到近代文学组，补写南社这个章节。南社研究让杨天石接触到清末民初的作家和历史。倏爾，中国文学史由人民文学出版社出版了，紅极一时，被當局认为代表了新军新史，革命新生力量，但是此书连杨天石自己都不愿意看、引以为耻，此书却被中共高級領導人康生、陈毅写信祝贺，寫作組还成为“全国先进社会主义集体”，又出版了精装本，送到莱比锡的国际书展去展览。
大学毕业后，杨天石被分配到北京南苑八一农业机械学校工作。1962年的2月，北京师大附中来該校甄選教员，杨天石到了师大附中当语文教师，一当就是16年，直到1978年到社科院近代史所。当杨天石在师大附中时，他一边教书，一边继续做业余研究。此时，中共組織由上自下开始“四清運動”，杨天石被校方劃定戴上了“新生的资产阶级知识分子”的高帽。
1964年，當局“批判资产阶级反动路线”的同時，杨天石还在《新建设》杂志上发表了一篇关于明朝泰州学派的文章，文章批评了历史家侯外庐等人的观点，引起争议。
70年代初，社科院近代史所已经恢复业务，决定编中华民国史，先编资料，其中一个题目叫“南社资料”。近代史所的王学庄发现杨天石在“文革”前《新建设》杂志上发表过一篇文章，叫《论辛亥革命前的国粹主义思潮》，里面有一段专门讲南社。于是邀请杨天石加入。
1972年，杨天石出版了一本 《王阳明》，发行了30万2,000册的印量。
1978年4月，杨天石正式调入近代史研究所民国史研究组（后改为室），从事专业研究工作。1979年评定为助理研究员。1983年，被授予近代史研究所先进工作者称号。1983年晋升为副研究员。1988年晋升为研究员。
1994年，杨天石被聘任为中国社会科学院研究生院博士生导师。

## 履历
- 中国近代史研究所民国史研究室研究员
- 中国社会科学院研究生院博士生导师
- 中央文史研究馆馆员
- 南京大学民国史中心客座教授
- 中国现代文化学会常务副会长
- 中国史学会及中国现代史学会理事
- 《百年潮》杂志主编
- 《中国社会科学》及《中国哲学》编委

## 著作

### 专著
- 《杨天石近代史文存》（五卷本）
- 《杨天石文集》
- 《蒋氏秘档与蒋介石真相》
- 《海外访史录》
- 《辛亥前后史事发微》
- 《寻求历史的谜底》
- 《黄遵宪》
- 《朱熹》
- 《朱熹及其哲学》
- 《泰州学派》

### 合著
- 《中华民国史》第一编及第二编第五卷
- 《南社》
- 《南社史长编》
- 《找寻真实的蒋介石：蒋介石日记解读》

## 脚注
1. ↑  杨天石的名字中“天石”两字的来历：南朝诗人徐陵小时候就很聪明，有人摸着他的脑袋说“此天上石麒麟也”。后来这就形成了一个典故——用“天上石麟”夸一个小孩特别聪明。